# Caetano Pinto de Miranda Montenegro
Caetano Pinto de Miranda Montenegro, premier baron, vicomte avec grandeur et marquis de Vila Real da Praia Grande ComC (Lamego, 16 septembre 1748   - Rio de Janeiro, 11 janvier 1827), est un magistrat et homme politique portugais-brésilien .
Il est le gouverneur de la capitainerie de Pernambuco au moment de la révolution pernamboucaine, et est le premier ministre de la Justice au Brésil,.

## Biographie

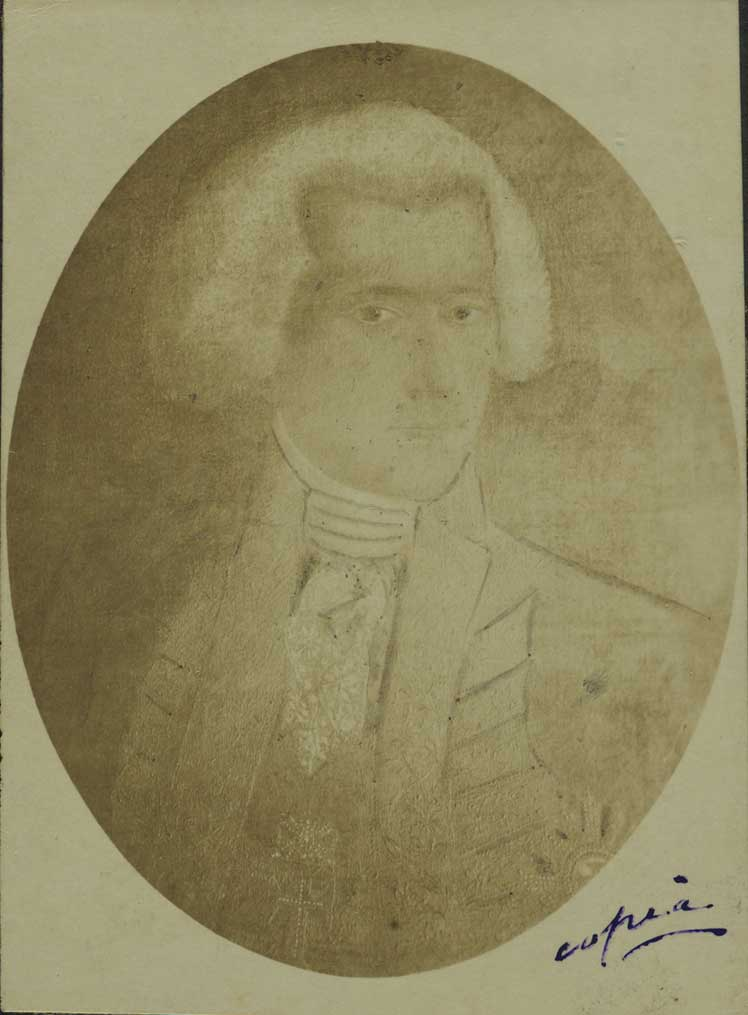
Capitaine général Caetano Pinto de Miranda Monténégro.

Caetano Pinto de Miranda Montenegro est capitaine général et gouverneur de Pernambuco de 1804 à 1817, date à laquelle il est déposé à l'occasion de la révolution de Pernambuco,.

Armes du marquis de Vila Real da Praia Grande, les mêmes que celles des familles Pinto, Miranda, Silveira et Monténégro.

Il entre au ministère de l'empereur D. Pedro I au ministère de la Justice, dans les bureaux du 16 janvier 1822 et du 17 juillet 1823, séparé du ministère de l'Empire par José Bonifácio de Andrada e Silva .
Il est sénateur de l' Empire du Brésil de 1826 à 1827. Il est fait marquis par l'empereur.

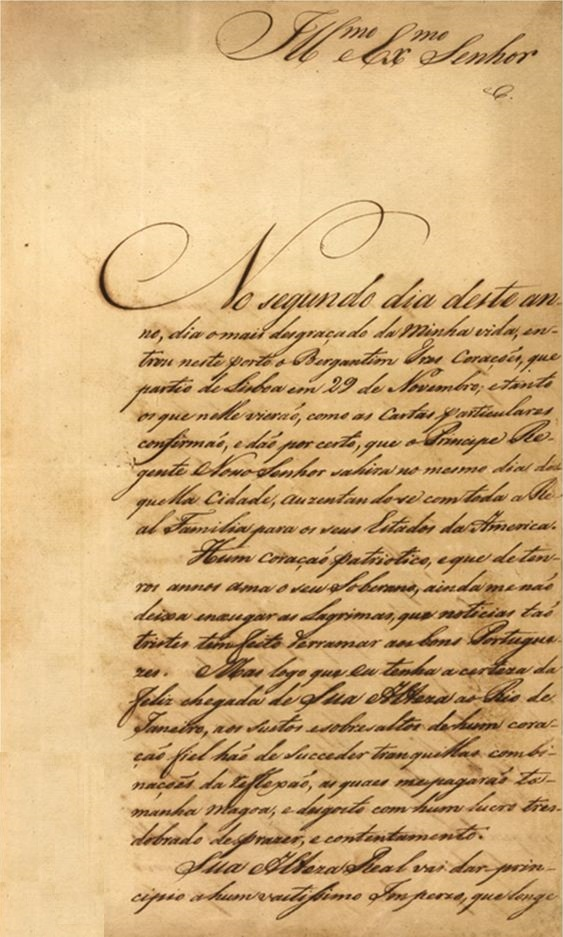
Lettre du gouverneur de Pernambuco, Caetano Pinto de Miranda Monténégro, dans laquelle il exprime sa tristesse au départ du prince régent du Portugal, mais voit la possibilité de la richesse avec son arrivée au Brésil en 1808. Archives nationales.

Fils de Bernardo José Pinto de Menezes de Sousa Melo et Almeida Correia de Miranda Monténégro, noble écuyer de la maison royale du Portugal, et Antônia Matilde Leite Pereira de Bulhões. Il épouse Maria da Incarnação Carneiro de Figueiredo Sarmento, avec qui il a  deux enfants: Margarida Máxima Pinto de Miranda Montenegro et Caetano Pinto de Miranda Montenegro Filho, second vicomte Vila Real da Praia Grande.
Il est noble écuyer de la maison royale du Portugal et commandant de l'ordre militaire du Christ . Il appartient au conseil impérial.